# Іслам Слімані
Ісла́м Слімані́ (араб. إسلام سليماني, нар. 18 червня 1988, Алжир, Алжир) — алжирський футболіст, нападник бельгійського «Андерлехта» та національної збірної Алжиру.

## Клубна кар'єра
Дебютував 2007 року виступами за команду клубу «ЖСМ Шерага», в якій провів два сезони в другому та третьому дивізіонах. У сезоні 2008/09 узяв участь у 20 матчах чемпіонату та був одним з головних бомбардирів команди, маючи середню результативність на рівні 0,9 голу за гру першості.
Своєю грою за цю команду привернув увагу представників тренерського штабу клубу «Белуїздад», до складу якого приєднався 2009 року. Відіграв за команду з Алжира наступні чотири сезони своєї ігрової кар'єри. Більшість часу, проведеного у складі «Белуїздада», був основним гравцем атакувальної ланки команди. В новому клубі був серед найкращих голеодорів, відзначаючись забитим голом в середньому щонайменше у кожній третій грі чемпіонату.
2013 року Слімані привертав увагу «Ніцци» і «Гавра». У серпні того ж року перейшов до лісабонського «Спортінга». 2015 року став володарем Кубка і Суперкубка Португалії. Загалом відіграв у Португалії три сезони, регулярно виходив на поле і забивав. У сезоні 2015/16 забив 27 м'ячів у 33 іграх португальської першості, чого, утім, виявилося недостатньо аби стати найкращим бомбардиром турніру, оскільки Жонасу з «Бенфіки» вдалося забити 32 голи.
У вересні 2016 року перейшов до лав діючого чемпіона Англії «Лестер Сіті», в якому провів півтора сезони, після чого взимку 2018 був відданий в оренду до «Ньюкасл Юнайтед». У першій половині 2018 року відіграв за команду з Ньюкасла лише чотири гри, після чого влітку перейшов в оренду на сезон до турецького «Фенербахче».
Влітку 2019 «Лестер Сіті» знову віддав Слімані в оренду, цього разу до «Монако». За перші 10 матчів забив 6 голів — більше, ніж за весь попередній сезон, сформувавши в монегаскському клубі результативний дует з Віссамом Бен Єддером. Загалом за сезон зіграв у 18 матчах чемпіонату та відзначився 9 голами, після чого повернувся до «Лестера».

## Виступи за збірну
У 2013 році він був включений в заявку збірної на участь в Кубку африканських націй. На турнірі Іслам зіграв в матчах проти збірних Тунісу, Того і Кот-д'Івуару.
У травні 2013 року взяв участь у матчі збірної гравців національного чемпіонату Алжиру проти Мавританії (1:0), забив у цій зустрічі єдиний гол.
У кваліфікації на чемпіонат світу 2014 він став найкращим бомбардиром збірної Алжиру.
У травні 2014 року Слімані потрапив до заявки збірної на чемпіонат світу в Бразилії. На турнірі він взяв участь у всіх чотирьох матчах своєї команди. У матчі проти збірної Південної Кореї він забив свій перший м'яч на мундіалі. У вирішальному матчі групового етапу проти збірної Росії забив єдиний гол алжирців в ворота Ігоря Акінфєєва, який зробив рахунок нічийним і вивів африканську команду до плей-оф чемпіонату світу вперше в історії країни. По закінченню зустрічі ФІФА назвала Слімані найкращим гравцем матчу. Алжирський футбольний портал оцінив футболіста оцінкою 9 з 10 балів.
2015 року Іслам вдруге взяв участь у Кубку Африки в Екваторіальній Гвінеї. На турнірі він зіграв в матчах проти команд ПАР, Гани і Кот-д'Івуару.
Також був основним гравцем збірної на Кубку африканських націй 2017 року у Габоні, де забив обидва голи в останній грі групового етапу у ворота Сенегалу, що принесло його команді нічию, якої, утім, не вистачило для виходу до плей-оф.
2019 року поїхав на свій третій Кубок африканських націй, на якому, однак, був здебільшого гравцем резерву, а його команда завоювала другий в її історії титул чемпіона Африки.
| Дата       | Місто         | Господарі      | Результат               | Гості                            | Турнір                                      | Голи | Примітки |
| ---------- | ------------- | -------------- | ----------------------- | -------------------------------- | ------------------------------------------- | ---- | -------- |
| 26-5-2012  | Бліда         | Алжир          | 3 – 0                   | Нігер                            | товариський матч                            | -    | 46'      |
| 2-6-2012   | Бліда         | Алжир          | 4 – 0                   | Руанда                           | Відбір до ЧС 2014                           | 1    | 53'      |
| 10-6-2012  | Уагадугу      | Малі           | 2 – 1                   | Алжир                            | Відбір до ЧС 2014                           | 1    |          |
| 15-6-2012  | Бліда         | Алжир          | 4 – 1                   | Гамбія                           | Відбір до Кубка африканських націй 2013     | 2    | 83'      |
| 9-9-2012   | Касабланка    | Лівія          | 0 – 1                   | Алжир                            | Відбір до Кубка африканських націй 2013     | -    | 90'      |
| 14-10-2012 | Бліда         | Алжир          | 2 – 0                   | Лівія                            | Відбір до Кубка африканських націй 2013     | 1    |          |
| 12-1-2013  | Йоганнесбург  | ПАР            | 0 – 0                   | Алжир                            | товариський матч                            | -    | 78'      |
| 22-1-2013  | Рустенбург    | Туніс          | 1 – 0                   | Алжир                            | Кубок африканських націй 2013 - 1-й етап    | -    |          |
| 26-1-2013  | Рустенбург    | Алжир          | 0 – 2                   | Того                             | Кубок африканських націй 2013 - 1-й етап    | -    | 75'      |
| 30-1-2013  | Рустенбург    | Алжир          | 2 – 2                   | Кот-д'Івуар                      | Кубок африканських націй 2013 - 1-й етап    | -    |          |
| 26-3-2013  | Бліда         | Алжир          | 3 – 1                   | Бенін                            | Відбір до ЧС 2014                           | 1    | 76'      |
| 25-5-2013  | Бліда         | Алжир          | 1 – 0                   | Мавританія                       | товариський матч                            | 1    |          |
| 2-6-2013   | Бліда         | Алжир          | 2 – 0                   | Буркіна-Фасо                     | товариський матч                            | 1    | 46'      |
| 9-6-2013   | Порто-Ново    | Бенін          | 1 – 3                   | Алжир                            | Відбір до ЧС 2014                           | 2    | 74'      |
| 16-6-2013  | Кігалі        | Руанда         | 0 – 1                   | Алжир                            | Відбір до ЧС 2014                           | -    | 82'      |
| 14-8-2013  | Бліда         | Алжир          | 2 – 2                   | Гвінея                           | товариський матч                            | -    | 72'      |
| 12-10-2013 | Уагадугу      | Буркіна-Фасо   | 3 – 2                   | Алжир                            | Відбір до ЧС 2014                           | -    |          |
| 19-11-2013 | Бліда         | Алжир          | 1 – 0                   | Буркіна-Фасо                     | Відбір до ЧС 2014                           | -    |          |
| 5-3-2014   | Бліда         | Алжир          | 2 – 0                   | Словенія                         | товариський матч                            | -    | 71'      |
| 31-5-2014  | Сьйон         | Алжир          | 3 – 1                   | Вірменія                         | товариський матч                            | 1    | 76'      |
| 4-6-2014   | Женева        | Алжир          | 2 – 1                   | Румунія                          | товариський матч                            | -    | 76'      |
| 17-6-2014  | Белу-Оризонті | Бельгія        | 2 – 1                   | Алжир                            | ЧС 2014 - 1-й етап                          | -    | 66'      |
| 22-6-2014  | Порту-Алегрі  | Південна Корея | 2 – 4                   | Алжир                            | ЧС 2014 - 1-й етап                          | 1    |          |
| 26-6-2014  | Куритиба      | Алжир          | 1 – 1                   | Росія                            | ЧС 2014 - 1-й етап                          | 1    | 90+1'    |
| 30-6-2014  | Порту-Алегрі  | Німеччина      | 2 – 1 д.ч.              | Алжир                            | ЧС 2014 - 1/8 фіналу                        | -    |          |
| 6-9-2014   | Аддис-Абеба   | Ефіопія        | 1 – 2                   | Алжир                            | Відбір до Кубка африканських націй 2015     | -    | 69'      |
| 10-9-2014  | Бліда         | Алжир          | 1 – 0                   | Малі                             | Відбір до Кубка африканських націй 2015     | -    | 78'      |
| 11-10-2014 | Блантайр      | Малаві         | 0 – 2                   | Алжир                            | Відбір до Кубка африканських націй 2015     | -    | 68'      |
| 15-10-2014 | Бліда         | Алжир          | 3 – 0                   | Малаві                           | Відбір до Кубка африканських націй 2015     | 1    | 69'      |
| 15-11-2014 | Бліда         | Алжир          | 3 – 1                   | Ефіопія                          | Відбір до Кубка африканських націй 2015     | -    | 77'      |
| 19-11-2014 | Бамако        | Малі           | 2 – 0                   | Алжир                            | Відбір до Кубка африканських націй 2015     | -    |          |
| 11-1-2015  | Радес         | Туніс          | 1 – 1                   | Алжир                            | товариський матч                            | -    | 46'      |
| 19-1-2015  | Монгомо       | Алжир          | 3 – 1                   | ПАР                              | Кубок африканських націй 2015 - 1-й етап    | 1    |          |
| 23-1-2015  | Монгомо       | Гана           | 1 – 0                   | Алжир                            | Кубок африканських націй 2015 - 1-й етап    | -    | 56'      |
| 1-2-2015   | Малабо        | Кот-д'Івуар    | 3 – 1                   | Алжир                            | Кубок африканських націй 2015 - чвертьфінал | -    | 72'      |
| 26-3-2015  | Доха          | Катар          | 1 – 0                   | Алжир                            | товариський матч                            | -    | 61'      |
| 30-3-2015  | Доха          | Оман           | 1 – 4                   | Алжир                            | товариський матч                            | -    | 60'      |
| 13-6-2015  | Бліда         | Алжир          | 4 – 0                   | Сейшельські Острови              | Відбір до Кубка африканських націй 2017     | 1    | 85'      |
| 6-9-2015   | Масеру        | Лесото         | 1 – 3                   | Алжир                            | Відбір до Кубка африканських націй 2017     | -    | 69'      |
| 9-10-2015  | Алжир (місто) | Алжир          | 1 – 2                   | Гвінея                           | товариський матч                            | 1    | 62'      |
| 14-11-2015 | Дар-ес-Салам  | Танзанія       | 2 – 2                   | Алжир                            | Відбір до ЧС 2018                           | 2    |          |
| 17-11-2015 | Бліда         | Алжир          | 7 – 0                   | Танзанія                         | Відбір до ЧС 2018                           | 2    | 63'      |
| 25-3-2016  | Бліда         | Алжир          | 7 – 1                   | Ефіопія                          | Відбір до Кубка африканських націй 2017     | 2    | 43'      |
| 29-3-2016  | Аддис-Абеба   | Ефіопія        | 3 – 3                   | Алжир                            | Відбір до Кубка африканських націй          | 1    | 68'      |
| 4-9-2016   | Бліда         | Алжир          | 6 – 0                   | Лесото                           | Відбір до Кубка африканських націй 2017     | -    |          |
| 9-10-2016  | Бліда         | Алжир          | 1 – 1                   | Камерун                          | Відбір до ЧС 2018                           | -    |          |
| 12-11-2016 | Уйо           | Нігерія        | 3 – 1                   | Алжир                            | Відбір до ЧС 2018                           | -    |          |
| 15-1-2017  | Франсвіль     | Алжир          | 2 – 2                   | Зімбабве                         | Кубок африканських націй 2017 - 1-й етап    | -    |          |
| 19-1-2017  | Франсвіль     | Алжир          | 1 – 2                   | Туніс                            | Кубок африканських націй 2017 - 1-й етап    | -    |          |
| 23-1-2017  | Франсвіль     | Алжир          | 2 – 2                   | Сенегал                          | Кубок африканських націй 2017 - 1-й етап    | 2    | 80'      |
| 6-6-2017   | Бліда         | Алжир          | 2 – 1                   | Гвінея                           | товариський матч                            | -    | 80'      |
| 11-6-2017  | Бліда         | Алжир          | 1 – 0                   | Того                             | Відбір до Кубка африканських націй 2019     | -    |          |
| 2-9-2017   | Лусака        | Замбія         | 3 – 1                   | Алжир                            | Відбір до ЧС 2018                           | -    |          |
| 5-9-2017   | Константіна   | Алжир          | 0 – 1                   | Замбія                           | Відбір до ЧС 2018                           | -    | 73'      |
| 10-11-2017 | Константіна   | Алжир          | 3 – 0                   | Нігерія                          | Відбір до ЧС 2018                           | -    | 56'      |
| 14-11-2017 | Алжир (місто) | Алжир          | 3 – 0                   | Центральноафриканська Республіка | товариський матч                            | 1    |          |
| 27-3-2018  | Ґрац          | Іран           | 2 – 1                   | Алжир                            | товариський матч                            | -    | 63' 68'  |
| 1-6-2018   | Алжир (місто) | Алжир          | 2 – 3                   | Кабо-Верде                       | товариський матч                            | -    | 73'      |
| 7-6-2018   | Лісабон       | Португалія     | 3 – 0                   | Алжир                            | товариський матч                            | -    | 85'      |
| 8-9-2018   | Бакау         | Гамбія         | 1 – 1                   | Алжир                            | Відбір до Кубка африканських націй 2019     | -    | 71'      |
| 11-6-2019  | Доха          | Алжир          | 1 – 1                   | Бурунді                          | товариський матч                            | -    | 74'      |
| 1-7-2019   | Каїр          | Танзанія       | 0 – 3                   | Алжир                            | Кубок африканських націй 2019 - 1-й етап    | 1    |          |
| 11-7-2019  | Суец          | Кот-д'Івуар    | 1 – 1 д.ч. (3 - 4 п.п.) | Алжир                            | Кубок африканських націй 2019 - чвертьфінал | -    | 78'      |
| 19-7-2019  | Каїр          | Сенегал        | 0 – 1                   | Алжир                            | Кубок африканських націй 2019 - Фінал       | -    | 89'      |
| 9-9-2019   | Бліда         | Алжир          | 1 – 0                   | Бенін                            | товариський матч                            | 1    | 67'      |
| 10-10-2019 | Бліда         | Алжир          | 1 – 1                   | ДР Конго                         | товариський матч                            | 1    |          |
| 15-10-2019 | Лілль         | Алжир          | 3 – 0                   | Колумбія                         | товариський матч                            | -    | 72'      |
| 14-11-2019 | Бліда         | Алжир          | 5 – 0                   | Замбія                           | Відбір до Кубка африканських націй 2021     | -    | 78'      |
| 18-11-2019 | Габороне      | Ботсвана       | 0 – 1                   | Алжир                            | Відбір до Кубка африканських націй 2021     | -    |          |
| Усього     |               | Матчів         | 69                      |                                  | Голів (2 місце)                             | 30   |          |

## Титули і досягнення
- Володар Кубка африканських націй (1):

 Алжир: 2019